# Thecophora distincta
Thecophora distincta är en tvåvingeart som först beskrevs av Christian Rudolph Wilhelm Wiedemann 1824.  Thecophora distincta ingår i släktet Thecophora och familjen stekelflugor. Arten är reproducerande i Sverige. Inga underarter finns listade i Catalogue of Life.